# مرد واقعی
مرد واقعی (کره‌ای: 진짜 사나이; لاتین‌نویسی اصلاح‌شده: Jinjja Sanai) یک نمایش متنوع کره جنوبی با حضور هشت سلبریتی مرد در حالی که زندگی در ارتش را تجربه می‌کنند، برای همه مردان کره‌ای از نظر ذهنی و قدرت بدن به مدت دو سال اجباری است. این برنامه در ۱۴ آوریل ۲۰۱۳ به عنوان بخشی از بلوک برنامه‌نویسی ساندی نایت در ام‌بی‌سی آغاز به کار کرد. آخرین قسمت فصل ۲ در تاریخ ۲۷ نوامبر ۲۰۱۶ پخش شد.